# Green Tower (La Paz)
Green Tower es un rascacielos de uso mixto de Bolivia, situado en el barrio de Calacoto de la ciudad de La Paz. Con una altura de 181 metros y 46 plantas contando la aguja, es el rascacielos más alto de Bolivia y el 22.º más alto en Sudamérica. El proyecto, planificado por el empresario boliviano Samuel Doria Medina y diseñado por el arquitecto boliviano Gustavo Dellien al igual que las Green Towers en la ciudad de Santa Cruz, comenzó en 2018 y se inauguró en 2022. El edificio tiene una superficie total de 55 000 metros cuadrados y cuenta con 17 plantas de uso residencial y 17 plantas de oficinas además de plantas adicionales para uso comercial y amenidades. La Green Tower recibió la certificación de Liderazgo en Energía y Diseño Ambiental (LEED).

## Historia
El proyecto inició construcción en 2018 y fue un emprendimiento de la Compañía de Inversiones Comversa S.A. y el empresario Samuel Doria Medina. La Green Tower está financiada con aportes privados y crédito bancario. El rascacielos fue diseñado por el arquitecto Gustavo Dellien.
La estructura de la torre fue diseñada para ser antisísmica y las fachadas fueron modeladas en vidrio español de alta tecnología con la función de regular la entrada de luz solar y calor durante el día.
Cuenta con seis plantas subterráneas diseñadas para albergar aproximadamente 400 plazas de aparcamiento. Las seis primeras plantas principales del edificio albergan un conjunto de vestíbulos, tiendas y restaurantes. La planta superior contiene una plataforma de observación desde la que se puede contemplar una vista de 360 grados de la ciudad.
La Torre Verde cuenta con numerosos récords. Es también el primer edificio en el que se han realizado estudios de suelo hasta 70 metros bajo la superficie, para garantizar el firme soporte de su millón de toneladas de peso. Y es el primero en construir sus muros de contención y cimentaciones de arriba abajo, para minimizar el riesgo de accidentes. Es uno de los primeros edificios sismo-resistentes verificados en Bolivia.
La inauguración de la Torre Verde se produjo en el marco de la recuperación de la economía nacional, que atravesó una caída histórica como consecuencia de la pandemia del coronavirus.